# Gheorghe Basta
Gheorghe (Giorgio) Basta (n. 30 ianuarie 1550, Roccaforzata, în apropiere de Taranto, pe atunci în Regatul Neapolelui - d. 26 august 1607, Praga) a fost un general italian de origine albaneză, angajat de împăratul Sfântului Imperiu Roman de Națiune Germană pentru a conduce forțele habsburgice în războaiele antiotomane (1591-1606) și ulterior pentru a administra Transilvania ca vasal imperial. 
Din ordinul său a fost ucis în 1601 în apropiere de Turda aliatul său, voievodul Mihai Viteazul.